# Pojke biten av en ödla
Pojke biten av en ödla (italienska: Ragazzo morso da un ramarro) är en tidig oljemålning av den italienske barockkonstnären Caravaggio som finns i två versioner. En målades omkring 1594–1595 och ingår sedan 1986 National Gallerys samlingar i London. Den andra målades troligen vid ungefär samma tidpunkt och tillhör idag Fondazione Longhi(en) i Florens. 
Lombarden Caravaggio kom till Rom i början av 1590-talet där han upplevde några framgångsrika år innan han 1606 tvingades fly staden efter att begått ett dråp. Under denna period porträtterade han flera gånger personer i halvfigur med underkroppen dold bakom ett bord som pryds av ett stilleben (jämför till exempel Bacchus, Sjuk Bacchus, Lutspelaren och Falskspelarna). Det har spekulerats om att det är Caravaggios konstnärsvän Mario Minniti som stått modell för pojken, liksom att det kan vara fråga om ett självporträtt. Pojkens ansiktsuttryck har likheter med Caravaggios Medusas huvud. 